# Institut pour la photographie
L’Institut pour la photographie est un lieu de ressources, de diffusion, d’échanges et d’expérimentations consacré à la photographie situé à Lille, dans la région des Hauts-de-France.

## Histoire
Initié en septembre 2017 par la Région Hauts-de-France avec la collaboration des Rencontres d’Arles, le projet est porté par une association présidée par Marin Karmitz qui, au-delà de ses membres fondateurs, associe également la Fondation bruxelloise A Stichting, la Direction régionale des affaires culturelles des Hauts-de-France, la Métropole Européenne de Lille et la ville de Lille.
L’institut a investi, en juillet 2019, l'ancien lycée Édouard-Lalo situé rue de Thionville, dans le Vieux-Lille, mis à sa disposition à titre gracieux par la Région Hauts-de-France. Ce lycée était installé dans un hôtel particulier légué en novembre 1912 par Victor Casimir Lorent Lescornez à la ville de Lille. 
Une première série de travaux de mise en conformité lui ont permis de disposer d'une surface de 3 000 m2 afin d’accueillir les huit expositions de sa première programmation, du 12 octobre au 15 décembre 2019.
L’Institut pour la photographie est financé par la région qui investit 12 millions d’euros pour les travaux. Il accueillera des expositions, soutiendra la création et accueillera des fonds de photographes en dépôt. Le budget de fonctionnement annuel est estimé entre 3 et 5 millions d’euros.

## Fonds de photographes en dépôt
L’artiste Bettina Rheims a fait une donation de toute son œuvre (tirages, négatifs, documents, soit 230 000 pièces).
Le photographe documentaire Jean-Louis Schoellkopf a confié son fonds constitué de négatifs et de tirages contact pour vingt ans.
Les ayants droit de la cinéaste Agnès Varda ont déposé pour douze ans un fonds de près de 40 000 négatifs et planches-contacts.